# Конкакафов златни куп 2013.
Конкакафов златни куп 2013. је било дванаесто издање Златног купа, фудбалског шампионата Северне Америке, Централне Америке и Кариба (KОНKАKАФ), и укупно 22. регионално првенство Конкакафа у 50 година постојања. Сједињене Државе су биле земља домаћин.
Такмичење је почело 7. јула 2013. на Роуз боулу  и завршено је финалом 28. јула 2013. на Солџер филду  , када су Сједињене Државе победиле Панаму резултатом 1 : 0. У овом издању Златног купа, Мексико је учествовао са алтернативним тимом због тога што су се главни играчи такмичили на ФИФА Купу конфедерација 2013. пре Златног купа. Упркос томе што нису играли са пуним саставом, успешно су стигли до полуфинала где су изгубили од Панаме, која је била другопласирана, резултатом 1:2.
Сједињене Америчке Државе су освојиле турнир, чиме су се квалификовале за меч плеј-офа против шампиона Златног купа Конкакафа 2015, да би одлучиле који тим ће представљати Конкакаф на ФИФА Купу конфедерација 2017 у Русији. Плеј-оф је одигран у једној утакмици одржаној 10. октобра 2015, коју је Мексико добио резултатом 3:2.

## Учесници финала
На турнир се квалификовало укупно 12 екипа. Три места додељена су Северној Америци, пет Централној Америци и четири Карибима.
| Репрезентација                                                       | Квалификација        | Наступи              | Задњи наступ         | Најбољи резултат                                  | Фифина ранг-листа    |
| Северноамеричка зона                                                 | Северноамеричка зона | Северноамеричка зона | Северноамеричка зона | Северноамеричка зона                              | Северноамеричка зона |
| -------------------------------------------------------------------- | -------------------- | -------------------- | -------------------- | ------------------------------------------------- | -------------------- |
| Сједињене Државе                                                     | Аутоматски           | 12.                  | 2011.                | Шампион (1991.,2002., 2005., 2007.)               | 22.                  |
| Мексико (2011.\|TH)                                                  | Аутоматски           | 12.                  | 2011.                | Шампион (1993., 1996., 1998., 2003., 2009., 2011) | 20.                  |
| Канада                                                               | Аутоматски           | 11.                  | 2011.                | Шампион (2000)                                    | 88.                  |
| Карипска зона квалификован преко Купа Кариба 2012.                   |                      |                      |                      |                                                   |                      |
| Куба                                                                 | Победник             | 7.                   | 2011.                | Четвртфинале (2003)                               | 82.                  |
| Тринидад и Тобаго                                                    | Другопласирани       | 8.                   | 2007.                | Semifinals (2000)                                 | 87.                  |
| Хаити                                                                | Треће место          | 5.                   | 2009.                | Четвртфинале (2002., 2009)                        | 69.                  |
| Мартиник                                                             | Четврто место        | 4.                   | 2003.                | Четвртфинале (2002)                               | н/п                  |
| Централноамеричка зона квалификован преко Копа Центроамерикана 2013. |                      |                      |                      |                                                   |                      |
| Костарика                                                            | Победник             | 11.                  | 2011.                | Другопласирани (2002)                             | 39.                  |
| Хондурас                                                             | Другопласирани       | 11.                  | 2011.                | Другопласирани (19991.)                           | 55.                  |
| Салвадор                                                             | Треће место          | 8.                   | 2011.                | Четвртфинале (2002., 2003., 2011)                 | 94.                  |
| Белизе                                                               | Четврто место        | 1.                   | Нема                 | Деби                                              | 130.                 |
| Панама                                                               | Пето место           | 6.                   | 2011.                | Другопласирани (2005)                             | 51.                  |

Болд означава да је одговарајући тим био домаћин догађаја.

## Стадиони
Тридесет градова са стадионима широм Сједињених Држава учествовало је у почетку процеса селекције стадиона са Сокер јунајтед маркетингом, партнером догађаја за Конкакафов златни куп.
Конкакаф је 23. јануара 2013. објавио имена 13. одабраних градова домаћина и места одржавања турнира. Свако место је било одређено да буде домаћин на по две утакмице, а финале је одржано на одржати на Солџер филду у Чикагу:
| Пасадена          | Арлингтон | Денвер | Мајами Гарденс | Атланта           |
| ----------------- | --- | --- | --- | ----------------- |
| Роуз боул         | AT&T | Емпауер филд | Хард рок | Џорџија доум      |
| Капацитет: 92.542 | Капацитет: 80.000 | Капацитет: 76.125 | Капацитет: 74.918 | Капацитет: 71.228 |
| Група А           | Полуфинале | Група А | Група Б | Четвртфинале      |
|                   | | | |                   |
| Балтимор          | ПасаденаСијетлДенверХарисонМајами ГарденсХјустонПортландСандиИст ХартфордАтлантаБалтиморАрлингтонЧикагоКонкакафов златни куп 2013. на карти САД | ПасаденаСијетлДенверХарисонМајами ГарденсХјустонПортландСандиИст ХартфордАтлантаБалтиморАрлингтонЧикагоКонкакафов златни куп 2013. на карти САД | ПасаденаСијетлДенверХарисонМајами ГарденсХјустонПортландСандиИст ХартфордАтлантаБалтиморАрлингтонЧикагоКонкакафов златни куп 2013. на карти САД | Сијетл            |
| Рејвенс парк      | ПасаденаСијетлДенверХарисонМајами ГарденсХјустонПортландСандиИст ХартфордАтлантаБалтиморАрлингтонЧикагоКонкакафов златни куп 2013. на карти САД | ПасаденаСијетлДенверХарисонМајами ГарденсХјустонПортландСандиИст ХартфордАтлантаБалтиморАрлингтонЧикагоКонкакафов златни куп 2013. на карти САД | ПасаденаСијетлДенверХарисонМајами ГарденсХјустонПортландСандиИст ХартфордАтлантаБалтиморАрлингтонЧикагоКонкакафов златни куп 2013. на карти САД | Лумин филд        |
| Капацитет: 71.008 | ПасаденаСијетлДенверХарисонМајами ГарденсХјустонПортландСандиИст ХартфордАтлантаБалтиморАрлингтонЧикагоКонкакафов златни куп 2013. на карти САД | ПасаденаСијетлДенверХарисонМајами ГарденсХјустонПортландСандиИст ХартфордАтлантаБалтиморАрлингтонЧикагоКонкакафов златни куп 2013. на карти САД | ПасаденаСијетлДенверХарисонМајами ГарденсХјустонПортландСандиИст ХартфордАтлантаБалтиморАрлингтонЧикагоКонкакафов златни куп 2013. на карти САД | Капацитет: 67.000 |
| Четвртфинале      | ПасаденаСијетлДенверХарисонМајами ГарденсХјустонПортландСандиИст ХартфордАтлантаБалтиморАрлингтонЧикагоКонкакафов златни куп 2013. на карти САД | ПасаденаСијетлДенверХарисонМајами ГарденсХјустонПортландСандиИст ХартфордАтлантаБалтиморАрлингтонЧикагоКонкакафов златни куп 2013. на карти САД | ПасаденаСијетлДенверХарисонМајами ГарденсХјустонПортландСандиИст ХартфордАтлантаБалтиморАрлингтонЧикагоКонкакафов златни куп 2013. на карти САД | Група А           |
|                   | ПасаденаСијетлДенверХарисонМајами ГарденсХјустонПортландСандиИст ХартфордАтлантаБалтиморАрлингтонЧикагоКонкакафов златни куп 2013. на карти САД | ПасаденаСијетлДенверХарисонМајами ГарденсХјустонПортландСандиИст ХартфордАтлантаБалтиморАрлингтонЧикагоКонкакафов златни куп 2013. на карти САД | ПасаденаСијетлДенверХарисонМајами ГарденсХјустонПортландСандиИст ХартфордАтлантаБалтиморАрлингтонЧикагоКонкакафов златни куп 2013. на карти САД |                   |
| Чикаго            | ПасаденаСијетлДенверХарисонМајами ГарденсХјустонПортландСандиИст ХартфордАтлантаБалтиморАрлингтонЧикагоКонкакафов златни куп 2013. на карти САД | ПасаденаСијетлДенверХарисонМајами ГарденсХјустонПортландСандиИст ХартфордАтлантаБалтиморАрлингтонЧикагоКонкакафов златни куп 2013. на карти САД | ПасаденаСијетлДенверХарисонМајами ГарденсХјустонПортландСандиИст ХартфордАтлантаБалтиморАрлингтонЧикагоКонкакафов златни куп 2013. на карти САД | Ист Хартфорд      |
| Солџер филд       | ПасаденаСијетлДенверХарисонМајами ГарденсХјустонПортландСандиИст ХартфордАтлантаБалтиморАрлингтонЧикагоКонкакафов златни куп 2013. на карти САД | ПасаденаСијетлДенверХарисонМајами ГарденсХјустонПортландСандиИст ХартфордАтлантаБалтиморАрлингтонЧикагоКонкакафов златни куп 2013. на карти САД | ПасаденаСијетлДенверХарисонМајами ГарденсХјустонПортландСандиИст ХартфордАтлантаБалтиморАрлингтонЧикагоКонкакафов златни куп 2013. на карти САД | Прет енд Витни    |
| Капацитет: 61.500 | ПасаденаСијетлДенверХарисонМајами ГарденсХјустонПортландСандиИст ХартфордАтлантаБалтиморАрлингтонЧикагоКонкакафов златни куп 2013. на карти САД | ПасаденаСијетлДенверХарисонМајами ГарденсХјустонПортландСандиИст ХартфордАтлантаБалтиморАрлингтонЧикагоКонкакафов златни куп 2013. на карти САД | ПасаденаСијетлДенверХарисонМајами ГарденсХјустонПортландСандиИст ХартфордАтлантаБалтиморАрлингтонЧикагоКонкакафов златни куп 2013. на карти САД | Капацитет: 40.000 |
| Финале            | ПасаденаСијетлДенверХарисонМајами ГарденсХјустонПортландСандиИст ХартфордАтлантаБалтиморАрлингтонЧикагоКонкакафов златни куп 2013. на карти САД | ПасаденаСијетлДенверХарисонМајами ГарденсХјустонПортландСандиИст ХартфордАтлантаБалтиморАрлингтонЧикагоКонкакафов златни куп 2013. на карти САД | ПасаденаСијетлДенверХарисонМајами ГарденсХјустонПортландСандиИст ХартфордАтлантаБалтиморАрлингтонЧикагоКонкакафов златни куп 2013. на карти САД | Група Ц           |
|                   | ПасаденаСијетлДенверХарисонМајами ГарденсХјустонПортландСандиИст ХартфордАтлантаБалтиморАрлингтонЧикагоКонкакафов златни куп 2013. на карти САД | ПасаденаСијетлДенверХарисонМајами ГарденсХјустонПортландСандиИст ХартфордАтлантаБалтиморАрлингтонЧикагоКонкакафов златни куп 2013. на карти САД | ПасаденаСијетлДенверХарисонМајами ГарденсХјустонПортландСандиИст ХартфордАтлантаБалтиморАрлингтонЧикагоКонкакафов златни куп 2013. на карти САД |                   |
| Харисон           | Хјустон | Портланд | Санди |                   |
| Ред бул арена     | ПНЦ | Провиденс парк | Рио тинто |                   |
| Капацитет: 25.189 | Капацитет: 22.039 | Капацитет: 20.438 | Капацитет: 20.213 |                   |
| Група Б           | Група Б | Група Ц | Група Ц |                   |
|                   | | | |                   |

## Састави
Сваки тим може регистровати тим од 23 играча, од којих 3 морају бити голмани. Сваки тим који се квалификује за нокаут фазу може да замени до четири играча у тиму након завршетка групне фазе, при чему нови играчи морају доћи са привремене листе од 35 играча изабраних пре турнира.

## Групна фаза
Конкакаф је објавио групе, у којима је дванаест тимова подељено у три групе по четири тима, и распоред утакмица за Златни куп 2013. тринаестог марта 2013. године.
У групној фази, ако су два или више тимова изједначени по бодовима (укључујући трећепласиране тимове у различитим групама), пласман тимова ће се одредити на следећи начин:[6]
1. Већа гол-разлика у свим утакмицама у групи
2. Већи број постигнутих голова у свим утакмицама у групи
3. Највећи број бодова добијен у групним утакмицама између дотичних тимова (примењиво само на пласман у свакој групи)
4. Извлачење жреба од стране Организационог одбора Златног купа

Ово је промењено у односу на претходне турнире, где је директан рекорд коришћен као примарни тај-брејк.
| Кључ за боје у групним табелама | Кључ за боје у групним табелама |
| ------------------------------- | --- |
|                                 | Тимови који напредују у четвртфиналеs - Победници група - Другопласирани у групи - Два најбоља трећепласирана тима међу свим групама |

Сва дата времена су по америчком источном летњем времену (UTC-4)

### Група А
| Pos | Тим      | О | П | Н | И | ГД | ГП | ГР | Бод. | Qualification         |
| --- | -------- | - | - | - | - | -- | -- | -- | ---- | --------------------- |
| 1   | Панама   | 3 | 2 | 1 | 0 | 3  | 1  | +2 | 7    | Кв. се за Нокаут фазу |
| 2   | Мексико  | 3 | 2 | 0 | 1 | 6  | 3  | +3 | 6    | Кв. се за Нокаут фазу |
| 3   | Мартиник | 3 | 1 | 0 | 2 | 2  | 4  | −2 | 3    |                       |
| 4   | Канада   | 3 | 0 | 1 | 2 | 0  | 3  | −3 | 1    |                       |

| Канада | 0 : 1    | Мартиник           |
| ------ | -------- | ------------------ |
|        | Извештај | Фабрис Рупер 90+3’ |

| Мексико             | 1 : 2    | Панама                        |
| ------------------- | -------- | ----------------------------- |
| Марко Фабијан 45+2’ | Извештај | Габријел Торес 7’ (пен.), 48’ |

| Панама                    | 1 : 0    | Мартиник |
| ------------------------- | -------- | -------- |
| Габријел Торес 85’ (пен.) | Извештај |          |

| Мексико                                     | 2 : 0    | Канада |
| ------------------------------------------- | -------- | ------ |
| Раул Хименез 42’ · Марко Фабијан 57’ (пен.) | Извештај |        |

| Панама | 0 : 0    | Канада |
| ------ | -------- | ------ |
|        | Извештај |        |

| [[Фудбалска репрезентација Мартиника {{{altlink2}}}\|Мартиник]] | 1 : 3    | Мексико                                                    |
| --------------------------------------------------------------- | -------- | ---------------------------------------------------------- |
| Кевин Парсмејн 43’ (пен.)                                       | Извештај | Марко Фабијан 21’ · Луис Монтес 34’ · Мигел Анхел Понс 90’ |

### Група Б
| Pos | Тим               | О | П | Н | И | ГД | ГП | ГР | Бод. | Qualification         |
| --- | ----------------- | - | - | - | - | -- | -- | -- | ---- | --------------------- |
| 1   | Хондурас          | 3 | 2 | 0 | 1 | 3  | 2  | +1 | 6    | Кв. се за Нокаут фазу |
| 2   | Тринидад и Тобаго | 3 | 1 | 1 | 1 | 4  | 4  | 0  | 4    | Кв. се за Нокаут фазу |
| 3   | Салвадор          | 3 | 1 | 1 | 1 | 3  | 3  | 0  | 4    | Кв. се за Нокаут фазу |
| 4   | Хаити             | 3 | 1 | 0 | 2 | 2  | 3  | −1 | 3    |                       |

| Салвадор                | 2 : 2    | Тринидад и Тобаго                   |
| ----------------------- | -------- | ----------------------------------- |
| Родолфо Зелаја 22’, 69’ | Извештај | Кеон Данијел 11’ · Кенвајн Џонс 73’ |

| Хаити | 0 : 2    | Хондурас                            |
| ----- | -------- | ----------------------------------- |
|       | Извештај | Рони Мартинез 4’ · Марвин Чавез 78’ |

| Тринидад и Тобаго | 0 : 2    | Хаити                 |
| ----------------- | -------- | --------------------- |
|                   | Извештај | Жан Ед Морис 16’, 53’ |

| Хондурас           | 1 : 0    | Салвадор |
| ------------------ | -------- | -------- |
| Хорхе Кларос 90+2’ | Извештај |          |

| Салвадор           | 1 : 0    | Хаити |
| ------------------ | -------- | ----- |
| Родолфо Зелаја 76’ | Извештај |       |

| Хондурас | 0 : 2    | Тринидад и Тобаго                          |
| -------- | -------- | ------------------------------------------ |
|          | Извештај | Кенвајн Џонс 48’ (пен.) · Кевин Молино 67’ |

### Група Ц
| Pos | Тим              | О | П | Н | И | ГД | ГП | ГР  | Бод. | Qualification         |
| --- | ---------------- | - | - | - | - | -- | -- | --- | ---- | --------------------- |
| 1   | Сједињене Државе | 3 | 3 | 0 | 0 | 11 | 2  | +9  | 9    | Кв. се за Нокаут фазу |
| 2   | Костарика        | 3 | 2 | 0 | 1 | 4  | 1  | +3  | 6    | Кв. се за Нокаут фазу |
| 3   | Куба             | 3 | 1 | 0 | 2 | 5  | 7  | −2  | 3    | Кв. се за Нокаут фазу |
| 4   | Белизе           | 3 | 0 | 0 | 3 | 1  | 11 | −10 | 0    |                       |

| Костарика                                   | 3 : 0    | Куба |
| ------------------------------------------- | -------- | ---- |
| Мајкл Барантес 52’, 77’ · Хаиро Аријета 71’ | Извештај |      |

| Белизе         | 1 : 6    | Сједињене Државе                                                                                        |
| -------------- | -------- | --- |
| Иан Гајнар 40’ | Извештај | Крис Вондоловски 12’, 37’, 41’ · Стуарт Холден 58’ · Мајкл Орозко Фиска 72’ · Ландон Донован 76’ (пен.) |

| Сједињене Државе                                                        | 4 : 1    | Куба                      |
| ----------------------------------------------------------------------- | -------- | ------------------------- |
| Ландон Донован 45+2’ (пен.) · Џо Корона 57’ · Крис Вондоловски 66’, 85’ | Извештај | Хосе Сипријан Алфонсо 36’ |

| Костарика             | 1 : 0    | Белизе |
| --------------------- | -------- | ------ |
| Далтон Ели 49’ (а.г.) | Извештај |        |

| Куба                                                | 4 : 0    | Белизе |
| --------------------------------------------------- | -------- | ------ |
| Аријел Мартинез 38’, 61’, 84’ · Јениер Маркез 90+3’ | Извештај |        |

| Сједињене Државе | 1 : 0    | Костарика |
| ---------------- | -------- | --------- |
| Брек Шиа 82’     | Извештај |           |

### Рангирање трећепласираних репрезентација
| Pos | Тим      | О | П | Н | И | ГД | ГП | ГР | Бод. | Qualification         |
| --- | -------- | - | - | - | - | -- | -- | -- | ---- | --------------------- |
| 1   | Салвадор | 3 | 1 | 1 | 1 | 3  | 3  | 0  | 4    | Кв. се за Нокаут фазу |
| 2   | Куба     | 3 | 1 | 0 | 2 | 5  | 7  | −2 | 3    | Кв. се за Нокаут фазу |
| 3   | Мартиник | 3 | 1 | 0 | 2 | 2  | 4  | −2 | 3    |                       |

## Нокаут фаза
У нокаут фазама, ако је утакмица изједначена на крају регуларног времена за игру, играће се продужеци (два периода од по 15 минута) и након тога, ако је потребно, приступиће се извођењу једанаестераца како би се одредили победници.
|  | Четвртфинале           | Четвртфинале     |                       |   | Полуфинале | Полуфинале |  |  | Финале | Финале |
|  |                        |                  |                       |   |            |            |  |  |        |        |
|  | 20. јул – Џорџија доум |                  |                       |   |            |            |  |  |        |        |
|  |                        |                  |                       |   |            |            |  |  |        |        |
|  | Мексико                | 1                |                       |   |            |            |  |  |        |        |
|  | Мексико                | 1                | 24. јул – AT&T        |   |            |            |  |  |        |        |
|  | Тринидад и Тобаго      | 0                |                       |   |            |            |  |  |        |        |
|  | Тринидад и Тобаго      | 0                | Мексико               | 1 |            |            |  |  |        |        |
|  | 20. јул – Џорџија доум |                  | Мексико               | 1 |            |            |  |  |        |        |
|  |                        | Панама           | 2                     |   |            |            |  |  |        |        |
|  | Панама                 | Панама           | 2                     | 6 |            |            |  |  |        |        |
|  | Панама                 |                  | 28. јул – Солџер филд | 6 |            |            |  |  |        |        |
|  | Куба                   | 1                |                       |   |            |            |  |  |        |        |
|  | Куба                   | 1                | Панама                | 0 |            |            |  |  |        |        |
|  | 21. јул – Рејвенс парк |                  | Панама                | 0 |            |            |  |  |        |        |
|  |                        | Сједињене Државе | 1                     |   |            |            |  |  |        |        |
|  | Хондурас               | Сједињене Државе | 1                     | 1 |            |            |  |  |        |        |
|  | Хондурас               | 24. јул – AT&T   |                       | 1 |            |            |  |  |        |        |
|  | Костарика              | 0                |                       |   |            |            |  |  |        |        |
|  | Костарика              | 0                | Хондурас              | 1 |            |            |  |  |        |        |
|  | 21. јул – Рејвенс парк |                  | Хондурас              | 1 |            |            |  |  |        |        |
|  |                        | Сједињене Државе | 3                     |   |            |            |  |  |        |        |
|  | Сједињене Државе       | Сједињене Државе | 3                     | 5 |            |            |  |  |        |        |
|  | Сједињене Државе       |                  |                       | 5 |            |            |  |  |        |        |
|  | Салвадор               | 1                |                       |   |            |            |  |  |        |        |
|  | Салвадор               | 1                |                       |   |            |            |  |  |        |        |

### Четвртфинале
| Панама                                                                                                  | 6 : 1    | Куба                      |
| --- | -------- | ------------------------- |
| Габријел Торес 25’ (пен.), 37’ · Карлос Габријел Родригез 68’ · Блас Перез 78’, 88’ · Хаиро Хименез 85’ | Извештај | Хосе Сипријан Алфонсо 21’ |

| Мексико          | 1 : 0    | Тринидад и Тобаго |
| ---------------- | -------- | ----------------- |
| Раул Хименез 84’ | Извештај |                   |

| Сједињене Државе                                                                             | 5 : 1    | Салвадор                  |
| -------------------------------------------------------------------------------------------- | -------- | ------------------------- |
| Кларенс Гудсон 21’ · Џо Корона 29’ · Еди Џонсон 60’ · Ландон Донован 78’ · Микел Дискруд 83’ | Извештај | Родолфо Зелаја 39’ (пен.) |

| Хондурас       | 1 : 0    | Костарика |
| -------------- | -------- | --------- |
| Енди Нахар 49’ | Извештај |           |

### Полуфинале
| Сједињене Државе                         | 3 : 1    | Хондурас        |
| ---------------------------------------- | -------- | --------------- |
| Еди Џонсон 11’ · Ландон Донован 27’, 53’ | Извештај | Нери Медина 52’ |

| Панама                           | 2 : 1    | Мексико         |
| -------------------------------- | -------- | --------------- |
| Блас Перез 13’ · Роман Торес 61’ | Извештај | Луис Монтес 26’ |

### Финале
| Сједињене Државе | 1 : 0    | Панама |
| ---------------- | -------- | ------ |
| Брек Шиа 69’     | Извештај |        |

| САД | Панама |

## Статистика

### Голгетери
5. голова
| - Габријел Торес | - Ландон Донован | - Крис Вондоловски |

### Достигнућа
| Најбољи играч Ландон Донован | Победник Конкакафовог златног купа 2013. САД 5° титула | Најбољи стрелац Габријел Торес Ландон Донован Крис Вондоловски (по 5. голова) |